# Ted Rall
Ted Rall (nascut el 26 d'agost del 1963 a Cambridge, Massachusetts) és un escriptor i dibuixant estatunidenc. Les seves obres, normalment tires còmiques, es publiquen a centenars de mitjans dels Estats Units. La seva actitud és habitualment molt crítica amb la política internacional dels EUA.